# Arytaina albizziae
Arytaina albizziae är en insektsart som beskrevs av Yang 1984. Arytaina albizziae ingår i släktet Arytaina och familjen rundbladloppor. Inga underarter finns listade i Catalogue of Life.